# Ventania
Ventania is een gemeente in de Braziliaanse deelstaat Paraná. De gemeente telt 12.088 inwoners (schatting 2020).

## Aangrenzende gemeenten
De gemeente grenst aan Arapoti, Curiúva, Ibaiti, Piraí do Sul, Telêmaco Borba en Tibagi.